# 杉山貢
杉山 貢（すぎやま みつぎ、1941年 -  ）は、日本の医師・医学者。専門は救急医学、消化器外科。元横浜市立大学教授・横浜市立大学医学部附属市民総合医療センター病院長。

## 略歴・人物
1960年、静岡県立静岡高等学校卒業。1968年、横浜市立大学医学部卒業。同年、同大学第二外科入局、同大はじめ横浜赤十字病院、国立台湾大学医学部で勤務。1989年、横浜市立大学医学部助教授、1990年、同大学救命救急センター長、1999年年、救命救急医学教授、2000年、横浜市立大学医学部附属市民総合医療センター副病院長。2002年、同センター病院長。
同大学医学部救急医学教授、高度救命救急センター長まで務め、2007年、定年退職と同時に名誉教授となったが、2009年、架空請求によって業者に多額の金をプールしていたことなど不祥事が判明、大学の信用を失墜させ多大な損害を与えたとして、名誉教授の称号を取り消された。
2021年12月、消化器疾患病態治療研究会名誉会長。

## 著作
- 『救命救急センター初期治療室マニュアル』 杉山 貢 監修 ; 荒田慎寿 編 羊土社 2008.10
- 『フライトナース実践ガイド』 日本航空医療学会 監修 ; 小濱啓次, 杉山 貢, 坂田久美子 編 へるす 2008.11
- 『DVDと写真でわかる心肺蘇生法完全マスター』 杉山 貢 監修 医学芸術新社 2007.8
- 『ドクターヘリ導入と運用のガイドブック』 日本航空医療学会 監修 ; 小濱啓次, 杉山 貢, 西川渉 編著 インターズーメディカルサイエンス社 2007.10
- 『ヒヤリとしないための日常診療安全マニュアル : 必ず知っておきたい医療事故・トラブル防止のポイント』	杉山 貢 監修 ; 長谷川修 編 羊土社 2005.11
- 『高度な心肺蘇生法ACLS完全マスター : AHAガイドライン2000に沿った、ACLS(二次救命処置)のビジュアル・ガイド』 杉山 貢 監修 医学芸術社 2004.12
- 『救命救急センター初期治療室マニュアル』 杉山 貢 監修 ; 森村尚登, 鈴木範行 編 羊土社 2001.6
- 『急性臓器不全との戦い : 病態と治療update』 平澤博之 [ほか] 編	鳥居薬品 2000.2
- 『救命救急マニュアル+中毒対処法 : 知っておきたい!応急手当てと処置法』	杉山 貢, 安瀬正紀, 森村尚登 著